# Vincenzo De Jonghe
Vincenzo De Jonghe (22 augustus 1979) is een Vlaams acteur en presentator. 

## Loopbaan
De Jonghe speelde Johnny Pleetinckx in Fiskepark op Canvas. Daarvoor vertolkte hij vier jaar lang Bert Beeckman in de misdaadreeks De Ridder op Eén. Daarnaast was hij te zien in verschillende gastrollen, zoals in Age of Iron op ARTE, Vermist op VIER en The Missing op BBC One.
In 2016 won hij als regisseur de Vimeo Audience Award in de Sundance Channel-kortfilmcompetitie met zijn tweede korte film Avalon.
Hij presenteerde ook televisieprogramma's op VT4, Telenet en de regionale zender Focus-WTV.

## Rollen
- Sophie Cross (2023) - Paul Berkamp
- Arcadia (2023) - Gedeporteerde
- The Window (2022) - Dr. Prebenson
- Ramstein - The Pierced Heart (2022) - Vader
- Jacky & Lindsay (2021) - Jan
- Black-out (2021) - Journalist Ward
- Lola vers la mer (2019) - Politieagent
- Fiskepark (2019) - Johnny Pleetinckx
- Professor T. (2018) - Juul Dedecker
- Age of Iron (2018) - Jan de Kooning
- De zonen van Van As (2018) - Ambtenaar
- Le Fidèle (2016) - Politieagent
- The Missing (2016) - Verpleger
- De Ridder (2012-2016) - Bert Beeckman
- Les Choses en Face (2016) - Marcus
- Voor wat hoort wat (2015) - Peter
- De zoon van Artan (2015) - Gregor
- The Disturber (2015) - Vampire
- W. (2014) - Wetsdokter
- Hotel 13 (2012) - Jurylid
- Vermist (2011) - Willem Mony
- Aspe (2011) - Journalist
- Salamander (2011) - Telefoonoperator
- Tot altijd (2011) - Journalist
- Gimme Back My Happiness (2010) – Rob

## Als regisseur
- Avalon (2015)
- Follow: Love Life Ghent   (2015)